# Salto del Tequendama
El salto del Tequendama es una cascada natural de Colombia ubicada en la zona rural del municipio de Soacha, departamento de Cundinamarca. Está ubicado aproximadamente a 30 km al suroeste de Bogotá.

## Características
El entorno geográfico de esta catarata se encuentra en las zonas montañosas del Tequendama y Canoas que separan la sabana de Bogotá del valle bajo del río homónimo por el cual discurre el bosque alto andino. Sus aguas caen desde aproximadamente 257 metros sobre un abismo rocoso de forma circular. Administrativamente pertenece a las veredas Canoas y San Francisco del corregimiento 2 del municipio de Soacha. Parte de sus aguas también son alimentadas por el rebose de la represa del Muña.

## Historia y mitología
Según un mito muisca, se formó por acción divina de Bochica, dios hijo del Sol, maestro y héroe civilizador, con un certero golpe de su cayado para evacuar las aguas que inundaban la sabana de Bogotá y posteriormente enseñó a los muiscas a hilar el algodón y tejer mantas y decorar piedra según su religión, además de inculcarles principios morales y sociales. Algunos estudios señalan que estas inundaciones coinciden con el retiro de los glaciares tras la última edad de hielo (de hace 10 milenios). Esto sucedió hace dos o tres milenios y dio lugar a una inundación que cubrió la laguna, lo que obligó a algunas generaciones muiscas a emigrar a tierras más altas.
Es famosa la descripción que hizo del lugar el naturalista Humboldt, quien lo midió con un barómetro, calculando su altura en 185 metros.

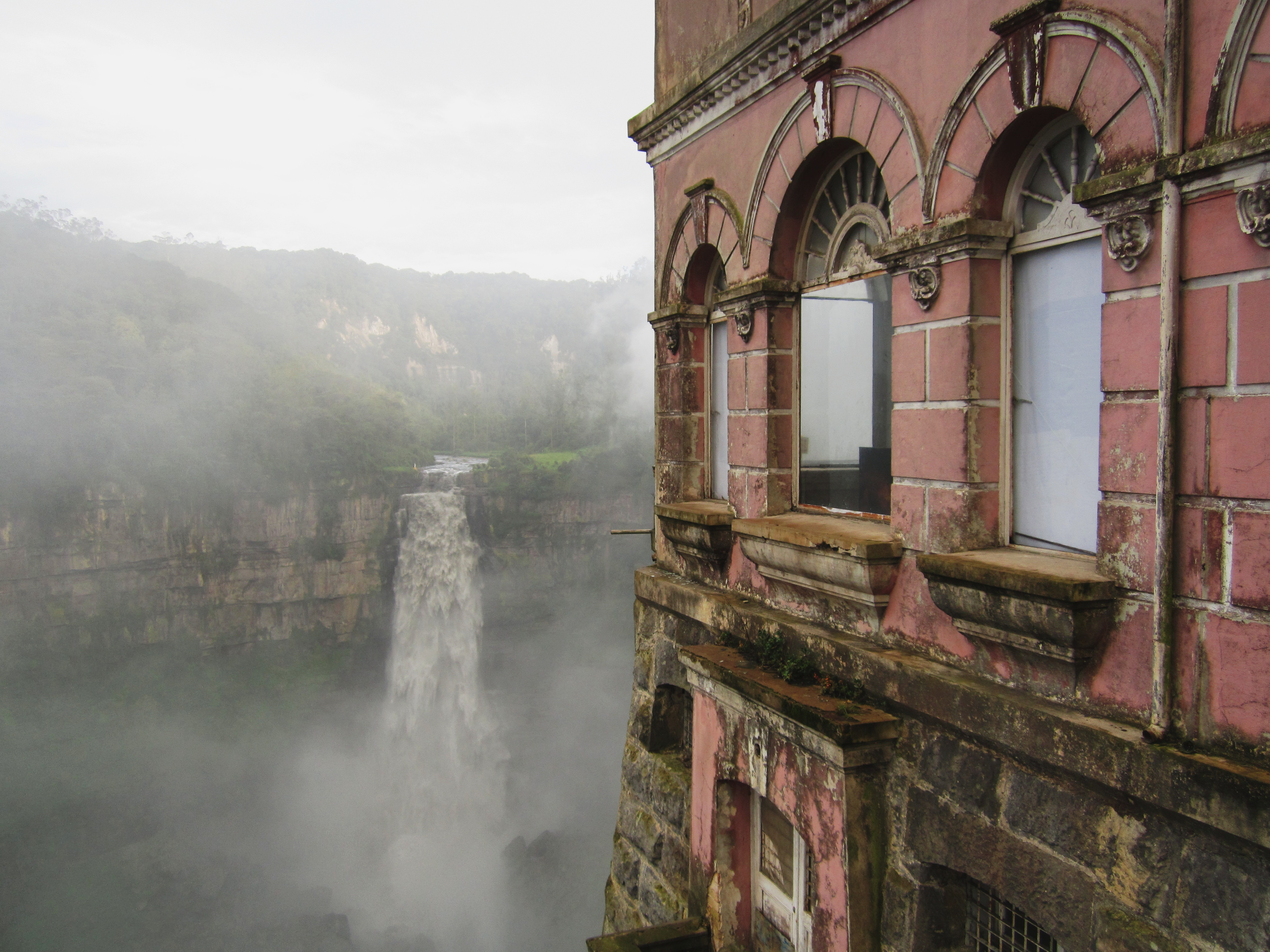
El mirador del salto de Tequendama.

En 1900 se inauguró la hidroeléctrica de El Charquito, que usa el agua del río Bogotá antes del salto.
En 1940 se iniciaron las obras del embalse del Muña en zona rural de Sibaté, con lo que se mermó gran parte de su caudal. Con el desordenado crecimiento de Bogotá y Soacha, el río y sus afluentes fueron crónicamente contaminados perdiéndose la flora y fauna que poseían, así como su atractivo turístico, que por entonces fue parada final de uno de los ramales del Ferrocarril de la Sabana en el sur.
El lugar ha sido escenario de múltiples suicidios desde comienzos del siglo XX, tal como relatan las narraciones por parte de algunos cronistas en los periódicos locales de la época.
Durante la administración del alcalde municipal Juan Carlos Saldarriaga, se intentó rehabilitar la zona como sitio turístico mediante un puente de cristal suspendido pero no pasó de la fase de proyecto en el Ministerio de Cultura por falta de estudios y diseños y ausencia de planes de protección arqueológica, cultural y ambiental.

## Acceso
Para llegar al Salto desde el casco urbano de Soacha se puede abordar la ruta B55 Bosatama-Charquito-Salto-Alto de la Virgen desde Ciudad Verde (con posibilidad de regresar peatonalmente a Bogotá por la Variante de Bosa San José en rutas del SITP por el paso de La Isla) y la Autopista Sur (también por automóvil desde Bogotá) hacia la vía de El Colegio. Por esa última vía se puede acceder desde San Antonio del Tequedama.

## Sitios de interés
La casa que bordea el precipicio al lado de la carretera fue en su momento el hotel El Refugio del Salto, edificación de arquitectura francesa inaugurada en 1923 como lugar de reposo y alojamiento para las clases pudientes, el cual cuenta con un mirador hacia la catarata. En 2014 se reinauguró como la Casa Museo Salto de Tequendama Biodiversidad y Cultura. También se encuentran cerca varios restaurantes típicos.

## Heráldica
El atractivo natural apareció en el sello de las Provincias Unidas de la Nueva Granada, y actualmente en el escudo del municipio de Soacha, localizados ambos en el siniestro inferior.

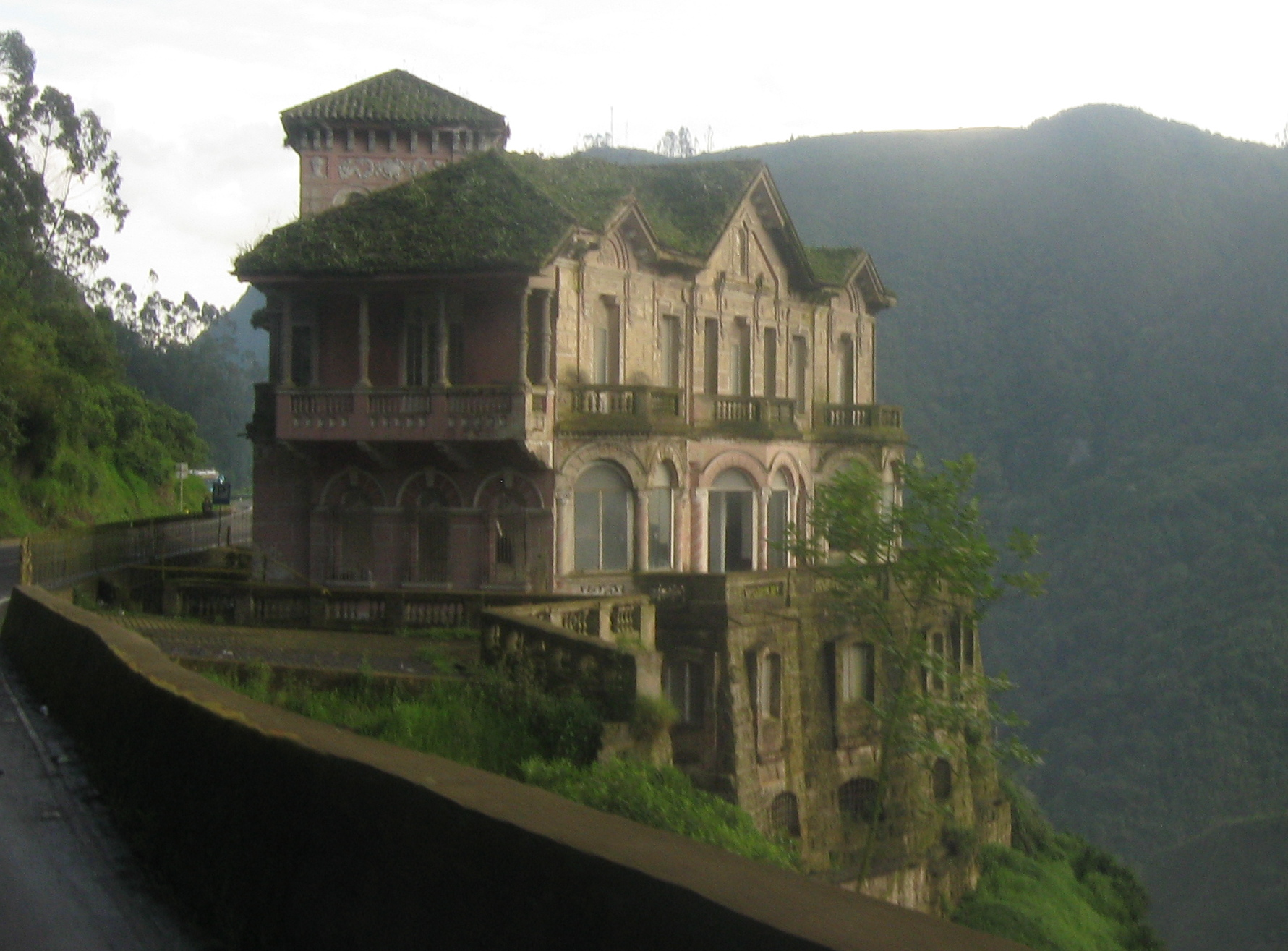
Sede de la Casa Museo Salto de Tequendama Biodiversidad y Cultura.